# René Fonck
René Paul Fonck (ur. 27 marca 1894, zm. 18 czerwca 1953) – francuski lotnik. Największy aliancki as myśliwski okresu I wojny światowej, nieoficjalnie także największy as myśliwski całej wojny. Oficjalnie zestrzelił 75 maszyn, nieoficjalnie jednak było to ponad sto.

## Życiorys
Urodzony w wiosce Saulcy-sur-Meurthe w departamencie Vosges we wschodniej Francji. Fonck od bardzo młodego wieku interesował się lotnictwem, i uczył się latać już przed wojną. Na początku wojny pracował jako mechanik, w lutym 1915 dostał się do szkoły lotniczej.
1 maja 1917, po kilkumiesięcznych lotach obserwacyjnych oraz bombowych, Fonck został przeniesiony do myśliwskiej jednostki Escadrille "Les Cigognes" ("Bociany"). Kariera Foncka jako pilota myśliwca była spektakularna. Był najbardziej skutecznym pilotem myśliwskim I wojny światowej, nigdy nie był zestrzelony, jego samolot miał tylko raz przestrzelone skrzydło. Największe sukcesy osiągnął na francuskim samolocie SPAD XIII. Był świetnym strzelcem, doskonałym akrobatą powietrznym, wybitnym taktykiem. Nie ryzykował niepewnych akcji, gdy zdecydował się na atak to czynił to pewnie i zdecydowanie. Często zestrzeliwał w krótkim czasie wiele samolotów, dwa razy zniszczył 6 wrogich maszyn jednego dnia, raz zestrzelił 3 samoloty w ciągu dziesięciu sekund. Zaliczono mu 75 zwycięstw powietrznych jako "pewnych" (pierwszy na liście asów alianckich). Fonck nie był szczególnie lubiany, gdyż uważano go niebezzasadnie za zarozumiałego pyszałka. Stąd też francuska opinia publiczna bardziej ceniła skromnego Guynemera.
Fonck po wojnie chciał spróbować swoich sił w polityce, niechlubna była jego rola w rządzie Vichy. René Fonck zmarł 18 czerwca 1953 roku na zawał i został pochowany w rodzinnej Saulcy-sur-Meurthe.

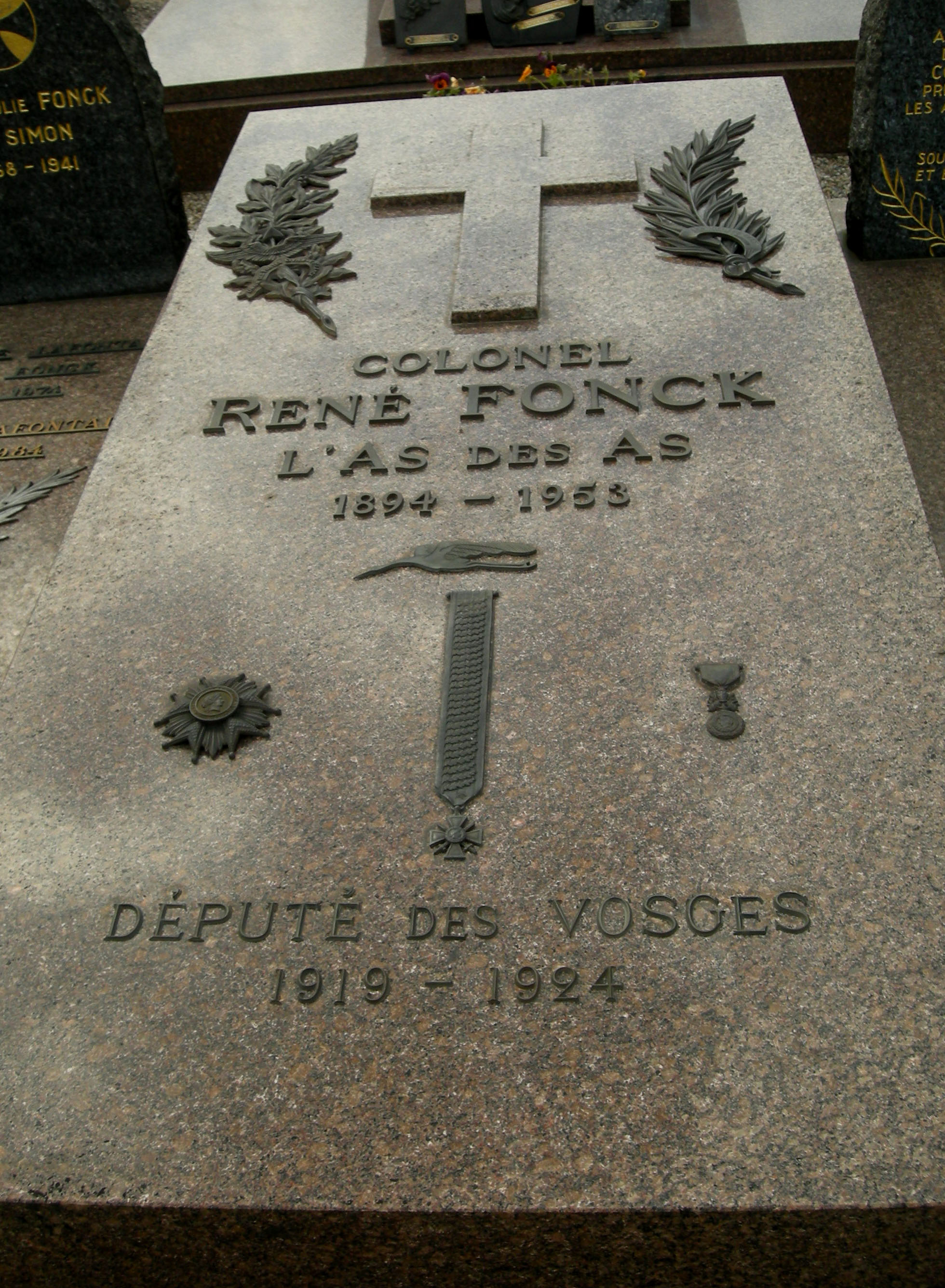
René Fonck

## Awanse
- kapral - 16 czerwca 1915
- sierżant - 21 kwietnia 1915
- chorąży - 21 czerwca 1916
- chorąży sztabowy - 1 marca 1917
- podporucznik - 30 listopada 1917
- porucznik - 15 maja 1918
- kapitan - 26 czerwca 1919
- major - 25 czerwca 1935
- podpułkownik - 4 lipca 1938
- pułkownik - 15 marca 1940

## Odznaczenia
- francuskie:
  - Legia Honorowa IV Klasy – 12 maja 1918
  - Legia Honorowa V Klasy – 21 października 1917
  - Medaille Militaire – 1916
  - Krzyż Wojenny (1914-1918)
- inne:
  - belgijski Krzyż Wojenny (1914-1918)
  - brytyjski Military Cross
  - brytyjski Military Medal